# Paardensport op de Paralympische Zomerspelen 2004
Op de XIIe Paralympische Spelen die in 2004 werden gehouden in het Griekse Athene was paardensport een van de 19 sporten die werden beoefend tijdens deze spelen.

## Evenementen
In totaal waren er negen onderdelen bij het paardrijden op de Paralympics in 2004. 
Verplichte kür
- Graad I
- Graad II
- Graad III
- Graad IV
- Team, open

Vrije kür
- Graad I
- Graad II
- Graad III
- Graad IV

## Verplichte kür
| \| Rank \| Land \| Punten \| \| ---- \| ------------------- \| ------- \| \| 1 \| Verenigd Koninkrijk \| 444.866 \| \| 2 \| Duitsland \| 417.109 \| \| 3 \| Nederland \| 413.082 \| |                     |         |
| Rank | Land                | Punten  |
| 1 | Verenigd Koninkrijk | 444.866 |
| 2 | Duitsland           | 417.109 |
| 3 | Nederland           | 413.082 |

| Klasse    | Punten | land | Goud               | land | Zilver           | land    | Brons                      |
| --------- | ------ | ---- | ------------------ | ---- | ---------------- | ------- | -------------------------- |
| Graad I   | 77.263 | GBR  | Lee Pearson        | AUS  | Jan Pike         | GBR     | Sophie Christiansen        |
| Graad II  | 72.636 | SWE  | Irene Slaettengren | NED  | Joop Stokkel     | GBR NED | Nicola Tustain Gert Bolmer |
| Graad III | 74.400 | GBR  | Deborah Criddle    | GER  | Bianca Vogel     | GER     | Bettina Eistel             |
| Graad IV  | 70.839 | NOR  | Ann Cathrin Lubbe  | RSA  | Philippa Johnson | CAN     | Karen Brain                |

## Vrije kür
| Klasse    | Punten | land | Goud               | land | Zilver            | land | Brons          |
| --------- | ------ | ---- | ------------------ | ---- | ----------------- | ---- | -------------- |
| Graad I   | 87.000 | GBR  | Lee Pearson        | USA  | Lynn Seidemann    | AUS  | Jan Pike       |
| Graad II  | 78.944 | SWE  | Irene Slaettengren | GER  | Hannelore Brenner | GBR  | Nicola Tustain |
| Graad III | 81.722 | GBR  | Deborah Criddle    | GER  | Bettina Eistel    | BEL  | Bert Vermeir   |
| Graad IV  | 80.045 | NOR  | Ann Cathrin Lubbe  | RSA  | Philippa Johnson  | CAN  | Karen Brain    |

Atletiek · Bankdrukken · Basketbal · Blindenvoetbal · Boogschieten · Boccia · CP-voetbal · Goalball · Judo · Paardensport · Rugby · Schermen · Schietsport · Tafeltennis · Tennis · Volleybal · Wielersport · Zeilen · Zwemmen
New York & Stoke Mandeville 1984 ·
Atlanta 1996 ·
Sydney 2000 ·
Athene 2004 ·
Peking 2008 ·
Londen 2012 ·
Rio de Janeiro 2016 ·
Tokio 2020 ·
Parijs 2024 ·
Los Angeles 2028